# Saskia Walden
Saskia Walden (6 juli 1974) is een Surinaams bestuurder en politicus. Van 2020 tot 2022 was ze minister van Economische Zaken, Ondernemerschap en Technologische Innovatie in het kabinet-Santokhi.

## Biografie
Walden werd in 2014 gekozen als secretaris van de Surinaamse Dambond. In 2019 was ze ondervoorzitter van het Dr. Mr. Drs. Jnan Adhin Kennisinstituut (Jaki) van de Vooruitstrevende Hervormings Partij (VHP).
Na de verkiezingen van 2020 trad ze toe tot het kabinet-Santokhi als minister van Economische Zaken, Ondernemerschap en Technologische Innovatie.